# Szpital kolejowy przy ul. Elizy Orzeszkowej w Poznaniu

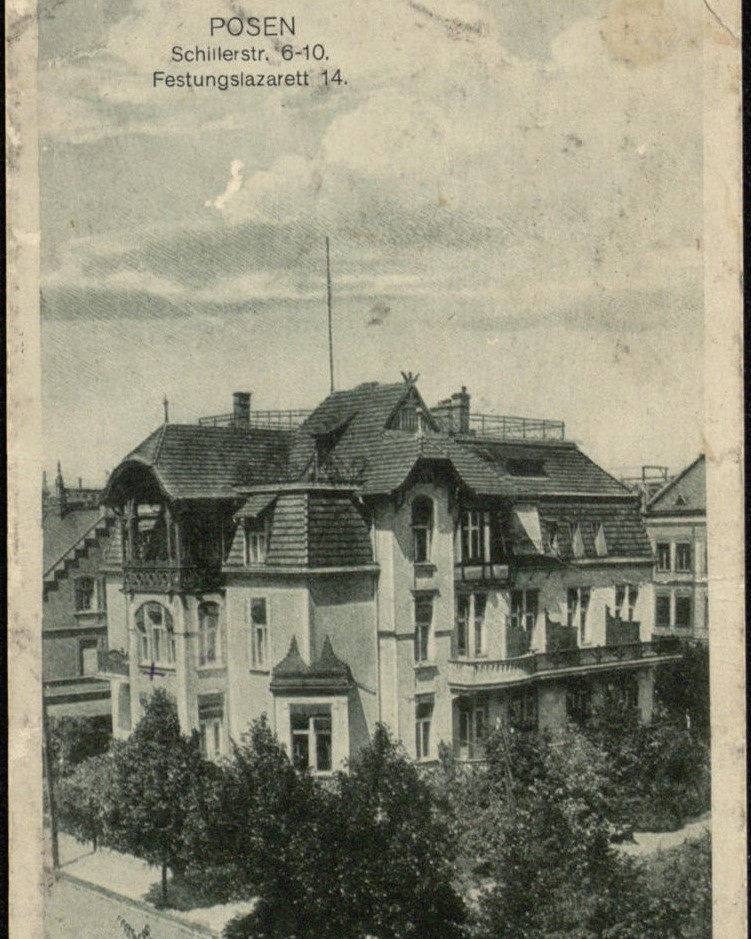
Ta sama willa, mieszcząca szpital w 1916 roku

Szpital kolejowy przy ul. Elizy Orzeszkowej w Poznaniu – nieistniejący szpital usytuowany przy ul. Elizy Orzeszkowej (niem. Schillerstrasse) na Łazarzu w Poznaniu. Pierwotnie jako Posener Sanatorium, przed likwidacją w 2007 roku jako Szpital Grunwaldzki.

## Historia
Inicjatorem powstania szpitala, początkowo nazywanego Posener Sanatorium, był prof. dr Max Jaffé. Szpital ulokowano w willach o nr 6/8/10 przy Schillerstrasse (obecnie ul. Elizy Orzeszkowej), na obszarze tzw. Kaiser-Wilhelm-Anlage ok. 1900 roku. Szpital był własnością spółki niemieckich lekarzy: chirurga prof. dr Maxa Jaffé, dr med. Rudolpha i dr med. Dahmera. W 1908 roku po śmierci dr. Maxa Jaffé prowadzenie szpitala przejął dr Dahmer, a do spółki dołączyli lekarze prof. dr Ritter i dr Witte. Pierwotnie szpital funkcjonował jako placówka położniczo-ginekologiczna, następnie zakres działania poszerzono o oddział chirurgiczny i wewnętrzny. W tej formie szpital istniał do wybuchu I wojny światowej.
W 1921 roku dzięki wsparciu dyrektora Departamentu Zdrowia Ministerstwa Kolei Żelaznych Tadeusza Borzęckiego, prezesa Dyrekcji Okręgu Kolei Państwowych w Poznaniu Bogusława Dobrzyckiego, naczelnika Wydziału Sanitarnego DOKP dr. Głuszkiewicza i przewodniczącego Ogólnej Kolejowej Kasy Chorych mgr. Kuca, Kolejowa Kasa Chorych zakupiła tzw. Lecznicę Udziałową, która była do tego czasu własnością spółki niemieckich lekarzy. W budynkach uruchomiono Lecznicę Kolejową w Poznaniu. Ordynatorem oddziału wewnętrznego został dr Tadeusz Budzyński. Zarządzanie szpitalem i apteką szpitalną, a także opiekę nad pacjentami przejęły siostry ze Zgromadzenia Sióstr Służebniczek z Pleszewa. Lecznica dysponowała wtedy 45 łóżkami na chirurgii i dziesięcioma na ginekologii. W 1933 roku zlikwidowano oddział ginekologiczny, przekazując miejsca oddziałowi chirurgicznemu. 1 kwietnia 1933 roku zmieniono nazwę na Szpital Kolejowy w Poznaniu, podlegający kolejowemu Wydziałowi Sanitarnemu w Poznaniu.             
Pod koniec sierpnia 1939 roku przeprowadzono ewakuację szpitala, a wille poszpitalne przekazano pod zarząd Szpitala Miejskiego przy ul. Szkolnej. W czasie II wojny światowej kompleks zabudowań szpitala przeznaczono na hotel dla kolejarzy. Około 10 lutego 1945 roku rozpoczęto prace prowadzące do ponownego otwarcia szpitala. Już 12 lutego tegoż roku zostały przerwane z powodu zajęcia terenu szpitala przez żołnierzy Armii Czerwonej i utworzeniu w budynkach szpitala polowego, który funkcjonował do stycznia 1946 roku, kiedy to władze kolejowe przystąpiły do działań mających na celu ponowne uruchomienie obiektu. Od początku kwietnia 1946 roku rozpoczął działanie m.in. oddział wewnętrzny, a od 1 lipca 1948 roku chirurgia. Od 1950 roku szpital mógł leczyć równocześnie 130 chorych.              
1 listopada 1998 nastąpiło wydzielenie placówki ze struktur kolejowych. Od tego czasu szpital podlegał pod Urząd Marszałkowski Województwa Wielkopolskiego. W 1999 roku zmieniono nazwę na Szpital Grunwaldzki w Poznaniu – Samodzielny Publiczny Zakład Opieki Zdrowotnej. W 2006 roku szpital zaczął podlegać pod Szpital Wojewódzki w Poznaniu. Zakończenie działalności nastąpiło w 2007 roku, a od lipca tegoż roku wille poszpitalne są własnością firmy deweloperskiej Wechta.             

## Opis
Od 1930 roku założenie szpitalne obejmowało 6 willi, włączając zakupione w tym roku przez Polskie Koleje Państwowe wille przy ul. Orzeszkowej pod nr 12/14/16. Willa pod nr 12 wzniesiona została w 1896 roku. Polskie Koleje Państwowe przeznaczyły ją na siedzibę zarządu Kolejowej Kasy Chorych, jednakże od ok. 1933 roku przejęła funkcje szpitalne. Willa pod nr 14 wzniesiona w 1900 roku. Po II wojnie światowej mieściła m.in. męski oddział wewnętrzny, gabinety zabiegowe oraz gabinet stomatologiczny. Willa była w latach 1906–1920 własnością dr. Dahmera. Willa pod nr 16 wzniesiona w 1896 roku. Początkowo przeznaczona na aptekę. W miarę rozwoju szpitala przejęła funkcje szpitalne. Po 1945 roku ulokowano w niej kobiecy oddział wewnętrzny i gabinety zabiegowe.